# کارولا استوتز
کارولا استوتز (انگلیسی: Karola Stotz; ۸ سپتامبر ۱۹۶۳ – ۱۴ اکتبر ۲۰۱۹) فیلسوف اهل آلمان بود. همراه با پل گریفیث (فیلسوف)، او پیشگام استفاده از روش‌های فلسفه تجربی در زمینه فلسفه علم بود.